# ロスコー・タナー

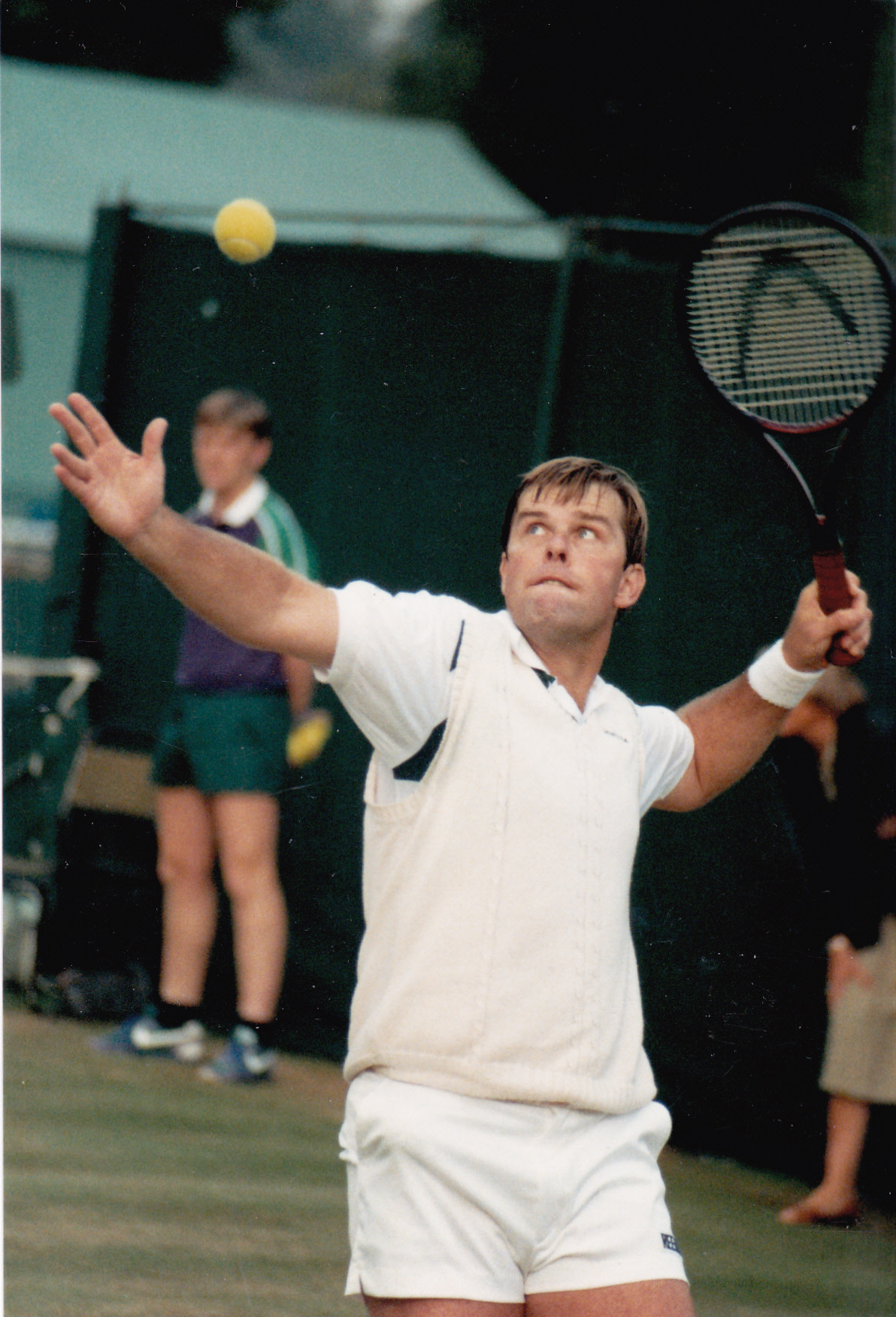
ロスコー・タナー

ロスコー・タナー（Roscoe Tanner、1951年10月15日 - ）は、アメリカ合衆国テネシー州チャタヌーガ出身の元男子プロテニス選手。1977年の全豪オープン男子シングルス優勝者で、1979年のウィンブルドン準優勝でもよく知られた選手である。シングルス自己最高ランキングは4位。身長182cm、体重77kg、左利き。左腕から繰り出す、威力あふれるサービスを最大の武器とした。しかし、同時代の選手としてジミー・コナーズやビョルン・ボルグなどの強豪選手がいたこともあり、現在の印象はやや薄くなった存在でもある。ATPツアーでシングルス16勝、ダブルス13勝を挙げた。

## 経歴
1977年の全豪オープンは、年頭の1月開催と年末の12月開催の2度行われた。タナーが優勝したのは、年頭の1月開催の大会である。決勝戦ではアルゼンチンのギリェルモ・ビラスを 6-3, 6-3, 6-3 のストレートで破って優勝した。それから2年後、1979年のウィンブルドン男子シングルス決勝で、タナーは大会3連覇中だったビョルン・ボルグと顔を合わせた。試合は最終第5セットまでもつれこむ熱戦となったが、結局タナーはボルグに 7-6, 1-6, 6-3, 3-6, 4-6 で敗れ、ボルグのウィンブルドン連覇記録を止めることはできなかった。タナーのATPツアー大会のシングルスでは、1974年から1981年まで優勝記録がある。
1985年1月、テネシー州メンフィス大会での1回戦敗退を最後に現役を引退。その後のタナーは数々の犯罪行為に走り、何度も刑務所で服役生活を送る“堕ちた英雄”と化してしまった。